# Deuteropaulinsk
Deuteropaulinsk (gr. deuteros "den andre") "Den andre Paulus" är bibelforskningens namn på de kristna texter som tillskrivs Paulus, men som bibelforskare i varierande grad tvivlar på att Paulus har skrivit.
Nationalencyklopedin räknar upp Efesierbrevet, Kolosserbrevet, Andra Thessalonikerbrevet, Första Timotheosbrevet, Andra Timotheosbrevet och Titusbrevet som deuteropaulinska, medan Romarbrevet, Första Korinthierbrevet, Andra Korinthierbrevet, Galaterbrevet, Filipperbrevet, Första Thessalonikerbrevet och Filemonbrevet betraktas som autentiska. Somliga forskare betraktar en del av de verk NE uppräknar som autentiska, eller åtminstone författade av personer som stod Paulus nära.